# Petr Hadrava
Petr Hadrava (* 16. duben 1951 Praha) je český astrofyzik. Zabývá se stelární astronomií, ale publikuje také o historii astronomie, zejména z doby Rudolfa II.

## Vzdělání a kariéra
Petr Hadrava vystudoval v roce 1974 teoretickou fyziku na Matematicko-fyzikální fakultě Univerzity Karlovy v Praze. Poté nastoupil do Stelárního oddělení Astronomického ústavu AV ČR. V letech 1994–1998 byl předsedou vědecké rady tohoto ústavu.
V současnosti se zde zabývá stelární a relativistickou astrofyzikou. Od roku 2013 předsedá Českému národnímu komitétu astronomickému. Spolu se svou ženou píše i odborné knihy o historii astronomie. Zaměřuje se hlavně na astronomy rudolfínské doby – Tychona Brahe a Johanna Keplera.
Je ženatý s Alenou Hadravovou a má dvě děti.

## Ocenění
- V roce 2016 byl Akademií věd ČR oceněn čestnou oborovou medaili Ernsta Macha za zásluhy ve fyzikálních vědách.[3]

- V témže roce mu Česká astronomická společnost udělila cenu Littera Astronomica za popularizaci astronomie v České republice.

## Publikace
Kromě odborných prací vydal několik knih popularizačních a o historii astronomie, některé ve spolupráci s manželkou.
- HADRAVA, Petr. Evropská jižní observatoř a česká astronomie. [s.l.]: Academia, 2006. ISBN 80-200-1435-7.
- Křišťan z Prachatic: Stavba a Užití astrolábu, ISBN 80-7007-148-6
- HADRAVOVÁ, Alena; HADRAVA, Petr. Tycho Brahe and Iohannes Šindel. In: John Robert Christianson, Alena Hadravová, Petr Hadrava, Marin Šolc,. Tycho Brahe and Prague. Crossroads of European Science. Proceedings of the International Symposium on the History of Science in the Rudolphine Period. Prague, 22-25 October 2001. Frankfurt am Main: Verlag Henri Deutsch, 2002. S. 237–247.
- HADRAVA, Petr; HADRAVOVÁ, Alena. Hvězdný posel / Galileo Galilei. Rozprava s Hvězdným poslem / Johannes Kepler. Příbram: Pistorius & Olšanská, 2016. 207 s. ISBN 978-80-87855-38-6.